# Elachyophtalma picaria
Elachyophtalma picaria is een vlinder uit de familie van de echte spinners (Bombycidae). De wetenschappelijke naam van de soort is voor het eerst geldig gepubliceerd in 1865 door Francis Walker.